# Serracapriola
Serracapriola är en ort och kommun i provinsen Foggia i regionen Apulien i Italien. Kommunen hade 3 877 invånare (2017).